# Suo nemico a morte
Suo nemico a morte (Sein Todfeind) è un film muto del 1918 sceneggiato e diretto da Harry Piel.

## Produzione
Il film fu prodotto dalla Naturfilm Friedrich Müller GmbH di Berlino.

## Distribuzione
In Germania, il film uscì nelle sale nel febbraio 1918 con un visto di censura che ne vietava la visione ai minori. In Italia, distribuito dall'Orlandini, il film uscì in una versione di 1536 metri con il visto di censura numero 15936 dell'aprile 1921.